# Martin Zandvliet
Martin Pieter Zandvliet (ur. 1971 we Fredericii) – duński reżyser, scenarzysta i montażysta filmowy.

## Kariera
Początkowo Zandvliet, który nie ukończył szkoły filmowej, współpracował z twórcami filmów dokumentalnych, jako montażysta. W 2002 Duńska Akademia Filmowa nagrodziła nakręcony przez Zandvlietę film dokumentalny Angels of Brooklyn, przyznając mu Roberta. W 2009 zadebiutował filmem fabularnym Poklask, który nagrodzono na Festiwalu w Karlowych Warach (nagroda dla Papriki Steen oraz nagroda specjalna dla reżysera). Odtwórczynię głównej roli nagrodzili również filmowcy z Duńskiej Akademii Filmowej, przyznając jej Roberta w 2010. Sam obraz był nominowany do nagrody dla najlepszego filmu. W następnym roku nagrodzono w Danii filmową wersję biografii legendy duńskiej sceny kabaretowej i filmowej, Dircha Passera, pt. Dirch, którą reżyser nakręcił, obsadzając w głównej roli Nikolaja Lie Kaasa. Rok 2012 przyniósł nagrody dla filmu Misiaczek (org. Teddy Bear), dla którego Zandvlieta był współtwórcą scenariusza. Kolejnym nagradzanym filmem Zandvliety było Pole minowe z 2015, w którym w rolę duńskiego oficera wcielił się Roland Møller.